# باتريسيا سميث
باتريسيا سميث (بالإنجليزية: Patricia Smith)‏ هي كاتبة للأطفال وكاتِبة أمريكية، ولدت في 25 يونيو 1955 في شيكاغو في الولايات المتحدة.